# 방글라데시 요리
방글라데시 요리(벵골어: বাংলাদেশী রন্ধনশৈলী 방라데시 론돈쇼일리)는 남아시아에 있는 방글라데시의 요리이다. 그것은 그 지역의 역사와 강가의 지리에 의해 형성되었다. 그 나라는 열대 몬순 기후를 가지고 있다. 방글라데시의 주식은 쌀과 생선이다. 대부분의 방글라데시인들은 벵골 요리에 익숙한 벵골인들이고, 소수의 비 벵골인들은 다른 전통과 지역의 요리에 익숙하다. 방글라데시 요리는 인도 서벵골주보다 고기 요리가 더 많은 것이 특징이다.

## 역사
방글라데시의 요리 습관은 이 지역의 무굴 통치자들의 요리에 큰 영향을 받았다. 여기에는 많은 양의 기와 함께 많은 향신료를 사용해야 하는 비리아니와 코르마와 같은 풍부하고 향기로운 음식이 포함된다. 다카는 벵골 수바의 무굴 제국의 수도였고 남아시아의 주요 무역 중심지였다. 무역업자, 이민자, 방문객들은 전 세계의 요리 스타일을 가져왔고, 이것은 도시의 요리에 영향을 미쳤다. 다카가 동벵골의 수도가 된 후 페르시아, 튀르키예, 아랍의 영향을 받은 요리들이 인기를 끌었다. 아메리카에서 고추가 소개되기 전에는 매운맛을 더하기 위해 검은 후추와 츄이할이 사용되었다.

## 요리 스타일 및 영향
쌀은 방글라데시의 주식인 반면, 생선은 방글라데시의 가장 흔한 단백질 공급원이다. 방글라데시 요리에는 250가지의 식물성 재료가 있다. 머스타드 오일의 사용은 일반적이다.

## 할랄
방글라데시 전역에서 이슬람 식단이 널리 퍼져있다. 할랄 음식은 이슬람 식단에 지침에 따라 무슬림이 먹고 마실수있는 음식 품목이다. 기준은 식품이 허용되는 것과 식품을 어떻게 준비해야하는지를 결정한다. 언급된 음식은 주로 이슬람에서 허용되는 고기 종류이다.

## 같이 보기
- 벵골 요리
- 남아시아 요리